# Двінгело 2
Двінгело 2 (англ. Dwingeloo 2) — карликова неправильна галактика, відкрита в 1996 році в проекті DOGS (англ. Dwingeloo Obscured Galaxy Survey) при дослідженні зони уникнення. Двінгело 2 є галактикою-супутником галактики Двінгело 1 і перебуває на відстані близько 10 мільйонів світлових років від Сонця.
Двінгело 2 була вперше виявлена в радіодіапазоні радіолінії нейтрального водню (21 см) під час спостережень після відкриття Двінгело 1. Двінгело 2 вважається членом групи галактик IC 342/Маффея, суміжної з Місцевою групою. Галактика віддаляється від Чумацького Шляху зі швидкістю близько 241 км/с.
Видимий радіус Двінгело 2 становить близько 2', що на відстані близько 3 Мпк відповідає радіусу 2 кпк. Галактика має добре виражений диск нейтрального водню, що обертається і нахилений на кут близько 69° відносно спостерігача. Розподіл нейтрального водню досить неоднорідний. Наявність нейтрального водню зареєстровано на відстані близько 3,2 кпк від центру галактики. Повна маса галактики в межах цього радіусу становить 2,3 мільярда мас Сонця, що вп'ятеро менше за повну масу Двінгело 1. Маса нейтрального водню оцінюється в 100 мільйонів мас Сонця.
Неправильна структура Двінгело 2 може бути зумовлена взаємодією з більшою галактикою Двінгело 1, яка розташована за 24 кпк від Двінгело 2.